# دايموند تي
دايموند تي (بالإنجليزية: Diamond T Company) كانت شركة أمريكية لصناعة السيارات والشاحنات. تأسست في شيكاغو في عام 1905 من قبل سي إيه تيلت(C. A. Tilt). ويقال بأن اسم الشركة قد تم إنشاؤه عندما قام والد تيلت لصناعة الأحذية بوضع شعار يضم حرف "T" كبير (المأخوذ من أول حرف من اسم عائلة تيلت "Tilt") مؤطر بالماس، للدلالة على الجودة العالية. ومنذ بداياتها في تصنيع السيارات السياحية، أصبحت الشركة معروفة لاحقا بشاحناتها. وبحلول عام 1967، أصبحت شركة تابعة «لشركة وايت موتور» (White Motor Company)، تم دمجها مع «شركة ريو للسيارات» (Reo Motor Company) لتصبح رايموند ريو تروكس (Diamond Reo Trucks, Inc.).

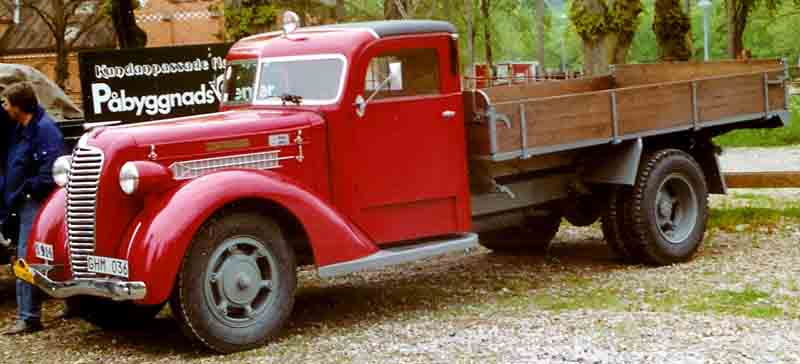
Diamond T Truck 1937

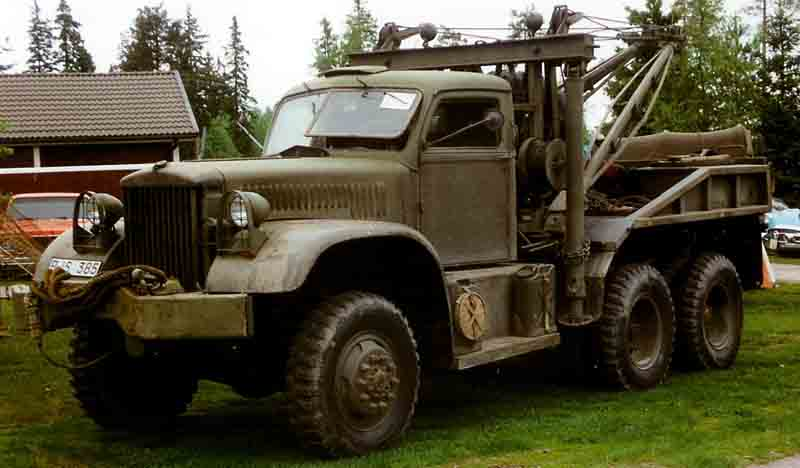
Diamond T Wrecker 1941

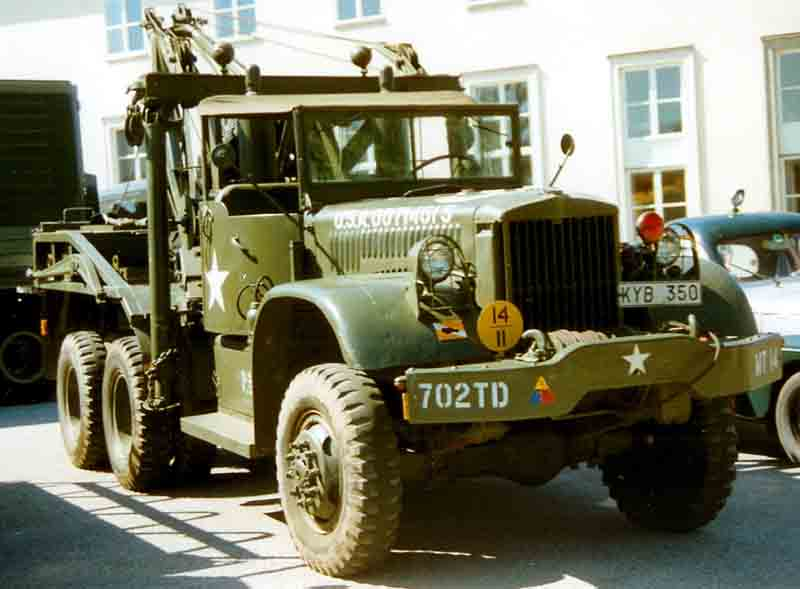
Diamond T 969A Wrecker 1943

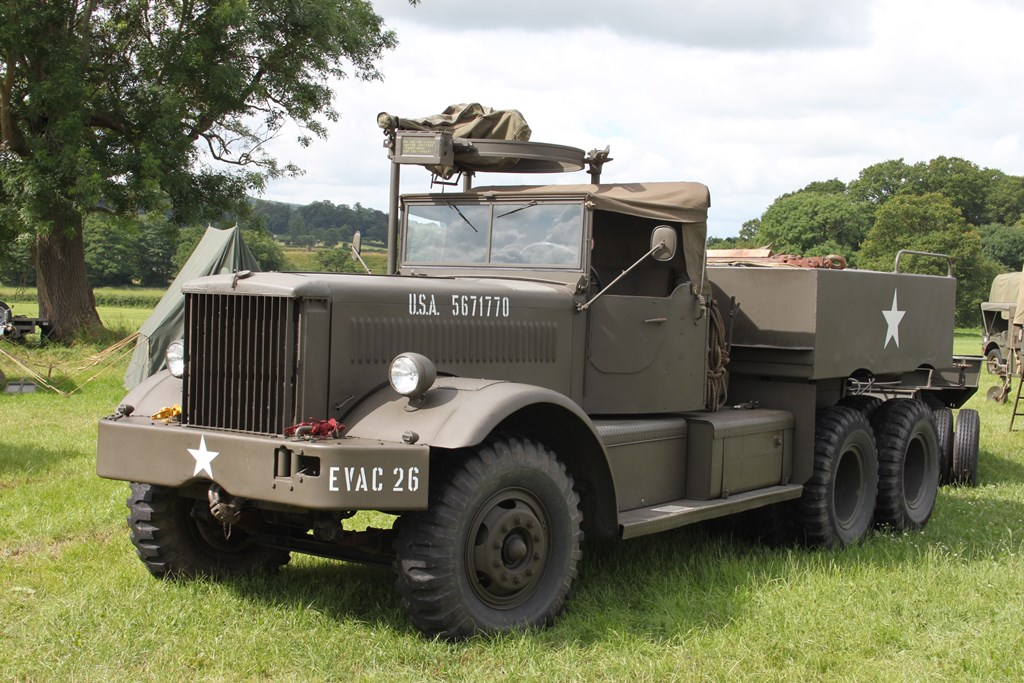
Diamond T 981 Tank Transporter

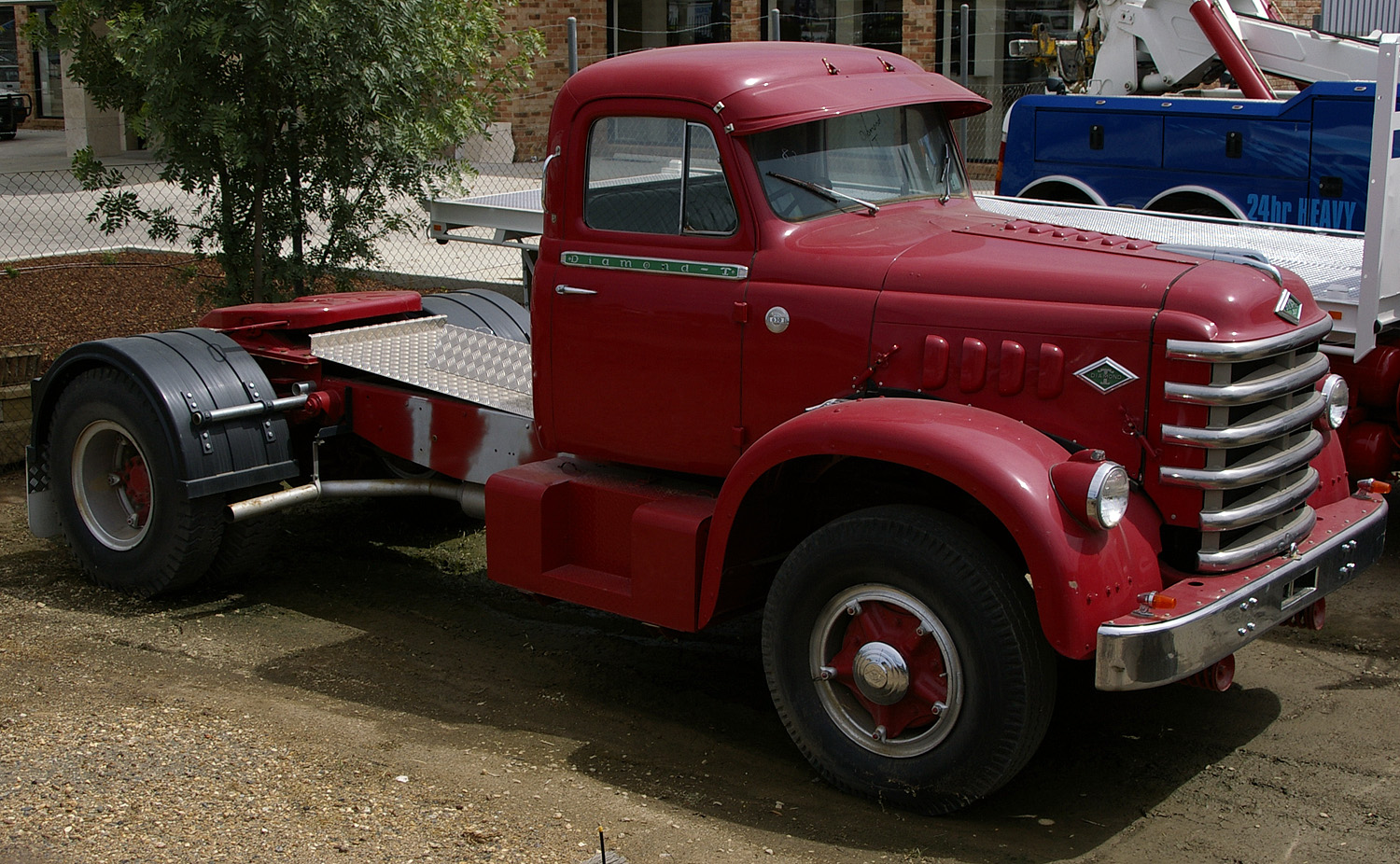
1958 Diamond T 630

## سيارات
| الطراز والسنة     | محرك          | القوة بالحصان | طول قاعدة العجلات |
| ----------------- | ------------- | ------------- | ----------------- |
| دايموند تي (1907) | أربع أسطوانات | 40            | 114"              |
| دايموند تي (1908) | أربع أسطوانات | 50            | 114"              |
| دايموند تي (1909) | أربع أسطوانات | 50            | 114"              |
| Model D(1910)     | أربع أسطوانات | 35            | 108"              |
| Model E(1910)     | أربع أسطوانات | 45            | 124"              |
| دايموند تي (1911) | أربع أسطوانات | 45            | 124"              |

## روابط خارجية
- Diamond T (and REO) Trucks (Hank's Truck Pictures) نسخة محفوظة 21 ديسمبر 2017 على موقع واي باك مشين.